# Team Trees
Team Trees，也稱為#teamtrees。是一項合作籌款活動，在2020年之前籌集了2000萬美元用於種植2000萬棵樹。該提議由美國YouTuber們MrBeast和馬克·羅伯發起，並且主要得到YouTuber們的支持。所有捐款捐給一個名為植樹節基金會的植樹組織，承諾每捐贈一美元就種植一棵樹。植樹節基金會於2020年1月開始種植，併計劃不遲於2022年12月結束。據估計，2300萬棵樹將佔用210平方公里的土地，吸收約160萬噸碳並從大氣中去除11.6萬噸化學物質，防止空氣污染。
到2020年12月26日，該項目已籌集了23,166,880美元，超過了籌款活動種植2000萬棵樹的目標。

## 背景
這個想法始於2019年5月24日，當時一位粉絲在Reddit上建議MrBeast(吉米·唐納森)種植2000萬棵樹，以慶祝YouTube訂閱人數達到2000萬。這個想法在YouTube、Reddit、Twitter中傳播開來，主要以迷因的形式出現。這個想法可能與2019年亞馬遜雨林野火有關。美國YouTube用戶、工程師和發明家馬克·羅伯直接與唐納森合作發起籌款活動2019年10月25日，唐納森上傳了一段YouTube影片，解釋了他的計劃，它在YouTube的熱門頁面上名列前茅，並引起了眾多YouTube用戶的加入。
捐贈過的著名YouTuber包括:
- PewDiePie[12][13]
- Rhett & Link（英语：Rhett & Link）[2]
- 棉花糖[2]
- iJustine[2]
- 馬克斯·布朗利[2]
- The Slow Mo Guys（英语：The Slow Mo Guys）[2]
- Ninja[2][12]
- 西蒙娜·耶茨[2]
- Jacksepticeye[2][14]
- Smarter Every Day（英语：Smarter Every Day）
- 馬克·羅伯[2]
- Simply Nailogical（英语：Simply Nailogical）
- The King of Random（英语：The King of Random）
- Dude Perfect（英语：Dude Perfect）[15]
- The Try Guys（英语：The Try Guys）
- 艾倫·貝克爾[12][16]
- 艾倫·沃克[17][18]
- TheOdd1sOut[19]
- Linus Tech Tips[20]
- 傑弗里·斯塔爾[12][21][22]
- minuteearth（英语：Minute Physics）
- Jaiden Animations（英语：Jaiden Animations）

捐贈過的著名企業家包括:
- 伊隆·馬斯克[23][24]
- 托比亞斯·呂特克（英语：Tobias Lütke）[25][26]
- 馬克‧貝尼奧夫（英语：Marc Benioff）[12][27]
- 蘇珊·沃西基[12][28]
- 傑克·多西[12][29]
- 讓-米歇爾·勒米厄（英语：Jean-Michel Lemieux）[12][30]

從2020年1月開始，將在「急需地區的公共和私人土地上的各種森林中」種植這些樹木。目標是「不遲於2022年12月」種植它們。

## 回應
許多YouTubers創造了內容以利用Team Trees的增長趨勢；儘管植樹節基金會只接觸了幾百名創作者，Team Trees現在出現在來自全球4200多名創作者的80,000多個影片中。在Instagram和Twitter上，超過556,001個帖子獲得了超過46億的瀏覽量。創作者們能夠通過與粉絲的關係，以獨特的方式激勵他們的觀眾成為Team Trees的捐助者和支持者。
除了社交媒體或網路紅人，包括威訊通訊、藝電、賽富時(馬克‧貝尼奧夫)、Shopify(執行長托比亞斯·呂特克和技術長讓-米歇爾·勒米厄)和特斯拉(伊隆·馬斯克)在內的大公司也進行了大筆捐款。
探索頻道製作了一部名為「#TeamTrees」的紀錄片，講述了該活動於2019年12月3日播出，並在第二天捐贈了100,203美元。

## 植樹項目
Team Trees的植樹地點包括：
| 地點                                           | 國家           | 植樹量    | 狀態 |
| ---------------------------------------------- | -------------- | --------- | ---- |
| 大西洋沿岸森林                                 | 巴西           | 150,000   |      |
|                                                | 蒲隆地         | 100,000   | 達標 |
| 2017年的英屬哥倫比亞省象山火災區域             | 加拿大         | 170,000   | 達標 |
| 2017年的英屬哥倫比亞省漢斯維爾火災區域         | 加拿大         | 150,000   |      |
| 民勤縣和甘肅省                                 | 中華人民共和國 | 25,000    | 達標 |
|                                                | 海地           | 850,000   |      |
| 高韋里河流域                                   | 印度           | 847,989   |      |
| 西巴布亞省                                     | 印度尼西亞     | 450,000   | 達標 |
|                                                | 肯亞           | 950,000   |      |
| 基安賈瓦託山脈                                 | 馬達加斯加     | 400,000   | 達標 |
|                                                | 莫三比克       | 952,007   |      |
|                                                | 尼加拉瓜       | 975,000   |      |
|                                                | 秘魯           | 125,800   | 達標 |
|                                                | 葡萄牙         | 10,000    |      |
| 法蒂克區和卡夫林區                             | 塞內加爾       | 1,990,000 |      |
| 西部區                                         | 獅子山         | 100,000   |      |
| 夜豐頌府                                       | 泰國           | 50,000    | 達標 |
| 伊茲密爾省                                     | 土耳其         | 50,000    | 達標 |
| 默西森林                                       | 英國           | 70,000    | 達標 |
| 阿肯色州、路易斯安那州和密西西比州的密西西比河 | 美國           | 1,000,000 |      |
| 加利福尼亞州的布特郡                           | 美國           | 100,000   | 達標 |
| 佛羅里達州的廷德爾空軍基地                     | 美國           | 983,000   |      |
| 喬治亞州的分水嶺                               | 美國           | 450,000   |      |
| 密歇根州立森林                                 | 美國           | 2,207,067 |      |
| 蒙大拿州的比特魯特國家森林                     | 美國           | 63,800    | 達標 |
| 蒙大拿州的扁頭國家森林和庫特奈國家森林         | 美國           | 295,132   | 達標 |
| 蒙大拿州的加勒廷國家森林                       | 美國           | 275,500   | 達標 |
| 內布拉斯加州的內布拉斯加國家森林               | 美國           | 40,000    | 達標 |
| 奧勒岡州的威拉米特河流域                       | 美國           | 500,000   | 達標 |
| 維吉尼亞州的拉帕漢諾克河流域                   | 美國           | 50,000    | 達標 |

## 批評
Team Trees也受到了一些人的大量批評，主要是關於它的有效性以及用樹木重新捕獲大氣碳背後的科學是否充足。
化學家和YouTuber菲爾·梅森（Phil Mason）考慮種植2000萬棵樹的效果，通過表明每天需要種植4000萬棵樹來抵消美國的碳足跡，僅美國每年就需要近150億棵樹木。在他的影片中，梅森還談到了全球變暖和否認氣候變化。
氣候科學家西蒙·克拉克博士（Dr. Simon Clark）基於他對道德自我许可的恐懼對其進行了批評，這表明一個人的積極道德行為使他們傾向於較少擔心未來的消極道德行為。在應用於Team Trees時，克拉克提到向籌款活動捐款的人可能會覺得有理由採取其他可能完全抵消種植樹木所獲得的碳減排量的行動。作為一個例子，他提到如何通過素食六年也可以實現20棵樹整個生命週期的碳排放，或者可以通過從西歐到美國西海岸的四趟往返航班完全抵消。克拉克還試圖了解Team Trees相對於每年排放的碳量的影響有多大。克拉克指出，估計有2000萬棵樹在一個世紀內從大氣中清除了100萬噸碳，這只是我們每年釋放的10億噸碳的千分之一。
波恩大學園藝科學系主任艾克·呂德玲（Eike Lüdeling）說：「事實證明，如果你對這些許多的幼苗做得不好，或者如果人們不關心這些樹，他們都會很快死掉。有時，種植更少的樹木並真正照顧它們可能是一個更好的主意。」植樹節基金會的公共關係總監丹尼·科恩（Danny Cohn）解決了這些擔憂，他說：「與該組織合作的合作夥伴都必須制定計劃以提供幫助他們的樹茁壯成長。」
亞當·羅傑斯（Adam Rogers）在連線中描述了試圖通過植樹應對氣候變化的更多問題。這篇文章的大部分內容是對發表在「科學」上的一篇文章的回應，該文章涉及通過大規模恢復林地從大氣中提取碳的潛力。羅傑斯表示，文章發表後留下的技術評論嚴厲批評其邏輯，包括大幅低估海洋吸收的碳量和高估樹木吸收的碳量。羅傑斯引用了耶魯大學的生態學家卡拉·斯塔弗（Carla Staver）的話，他寫道：「我們在這裡談論的不是小錯誤。我們談論的是您可以封存的碳總量的巨大差異。」斯塔弗強調，雖然植樹可能是一種流行且部分有用的解決方案，但它遠非真正足夠的解決方案，更重要的是專注於解決我們排放碳的方式。

## 相關活動
2021年10月29日，MrBeast和馬克·羅伯再次聯手啟動了Team Seas，是幫助清理海洋垃圾的籌款活動。與Team Trees活動一樣，也有許多影響力的人加入並傳播信息以幫助該項目取得成功。雖然該項目是國際性的，但MrBeast和馬克·羅伯曾前往多米尼加共和國幫助清理那裡並解決欠發達和服務欠缺地區的垃圾收集問題。

## 外部連結
- 官方网站
- Team Trees的twitter帳戶 （页面存档备份，存于）
- Team Trees的facebook帳戶 （页面存档备份，存于）
- Team Trees的instagram帳戶 （页面存档备份，存于）